# Абстаген (герб)
Абстаген (пол. Obcęgi, нем. Abstaghen, Abtshagen) — польский дворянский герб немецкого происхождения.

## Происхождение
В Гербовнике Северина Уруского указано, что Абстаген (Abstagen, Abstaghen) — поморский род герба собственного, угасший в конце XVIII века, получивший индигенат польский в 1527 году от короля Сигизмунда I.
Согласно описанию Юлиуша Островского, герб присвоен Якобу и Яну Абстагенам 15 апреля 1527 года.
Юзеф Шиманьский в «Гербовнике рыцарства польского с XVI века» отмечает, что «Герб Abtshagen происходит из нобилитации деда Якоба и Яна со стороны матери Вильгельма де Йордана (Wilhelma de Jordan), который получил его от Фридриха III 2 декабря 1453 года».

## Описание
В поле чёрном пол-льва золотого выпрыгивает из-за стены о трёх рядах кирпича. На шлеме без короны шапка чёрная скифская с отворотом красным и с шестью вкруг перьями петушиными, попеременно чёрными и красными. Намёт червлёный, подбитый чёрным.
Оригинальный текст (пол.) W polu czarnym pół lwa złotego wyskakuje zza muru o trzech rzędach cegieł. Na hełmie bez korony czapka czarna scytyjska z wyłogiem czerwonym i z sześcioma w koło piórami koguciemi, na przemiany czarnemi i czerwonemi. Labry czerwone podbite czarnym.
— Juliusz Ostrowski: «Księga herbowa rodów polskich», T.2

## Род — владелец герба
Абстаген (Abstagen).